# لايشيا كلارندون
لايشيا كلارندون (بالإنجليزية: Layshia Clarendon)‏ مواليد 2 مايو 1991 في سان بيرناردينو، هي لاعبة كرة سلة أمريكية. بدأت مسيرتها الاحترافية في سنة 2013. تم اختيارها من قبل فريق إنديانا فيفر خلال الدرافت. تلعب مع أتلانتا دريم في دوري الاتحاد الوطني لكرة السلة النسائية. وتحمل الرقم 23. يبلغ طولها 5 قدم 9 بوصة (1.8 م). لعبت مع إنديانا فيفر وأتلانتا دريم.

## روابط خارجية
- لايشيا كلارندون على موقع الاتحاد الدولي لكرة السلة (الإنجليزية)
- لايشيا كلارندون على موقع الاتحاد الوطني لكرة السلة النسائية (الإنجليزية)
- لايشيا كلارندون على موقع كرة السلة الأوروبية.كوم (الإنجليزية)
- لايشيا كلارندون على موقع كلية كرة السلة في سبورتس رفرنس.كوم (الإنجليزية)
- لايشيا كلارندون على موقع بروبوليرز (الإنجليزية)
- لايشيا كلارندون على موقع سبورتس رفرنس (الإنجليزية)